# Green Arrow

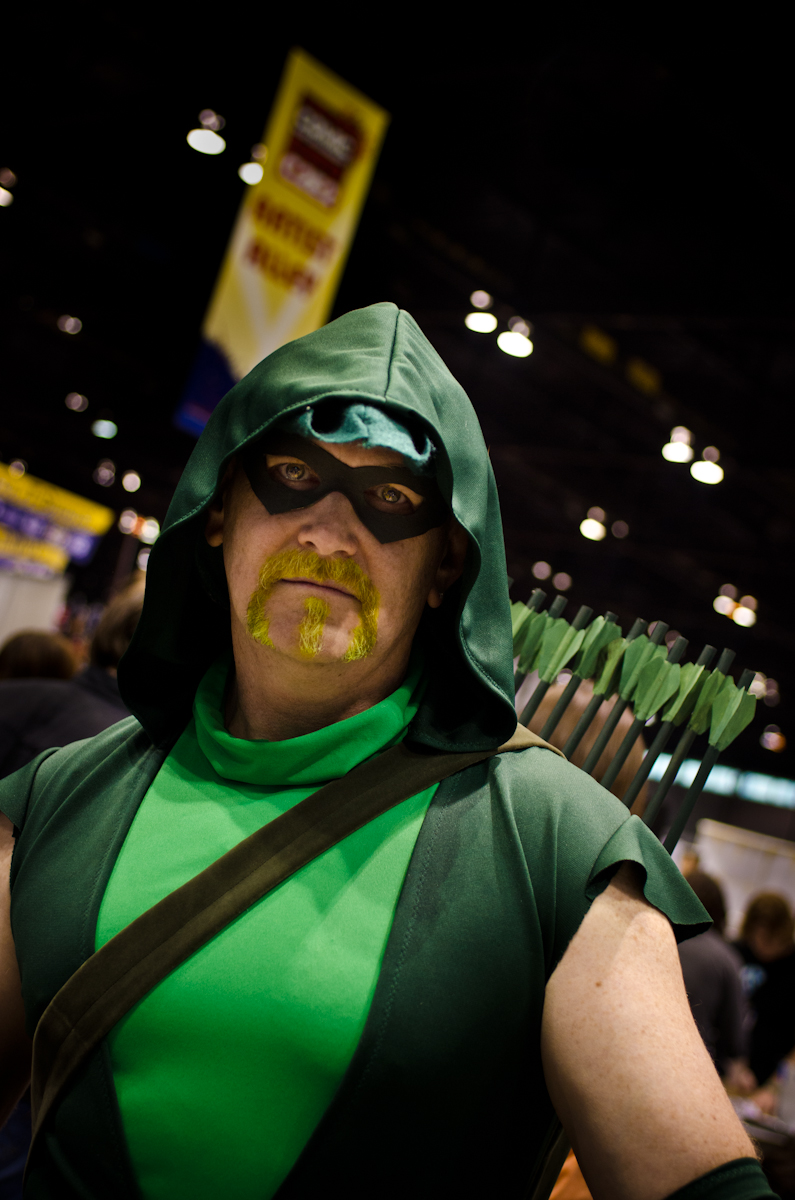
Muž v kostýmu inspirovaném Green Arrowem (2012).

Green Arrow je fiktivní postava komiksových příběhů vydávaných nakladatelstvím DC Comics. Je výtvorem tvůrčího dua, které tvořili Mort Weisinger a George Papp. Poprvé se objevil v komiksovém sešitu More Fun Comics #73  v listopadu 1941. Pod maskou se skrývá Oliver Queen, bohatý podnikatel a majitel společnosti Queen Industries. Žije ve fiktivním městě Starling City. Postava byla inspirována Robinem Hoodem a seriálem The Green Archer. Stejně jako oni je lučištníkem v zelené kápi. Původně vznikl jako napodobenina úspěšného vzoru Batmana, ale postupně se začal více a více odlišovat, a to především v názorech, kdy se stal hlasem progresivismu.

## Vydání
Poprvé se objevil v komiksu More Fun Comics #73 v listopadu 1941. Autoři Mort Weisinger a George Papp se mimo Robinem Hoodem inspirovali i postavou tehdejšího kino-seriálu The Green Archer, který vznikl dle stejnojmenné knihy Edgara Wallace z roku 1923. Mort Weisinger postavu přetvořil do superhrdinského vzoru, kdy se nechal inspirovat Batmanem. I proto se tehdy v komiksu objevil sidekick Speedy a Green Arrow disponoval řadou technologických vylepšení včetně "Arrow-auta" a "Arrow-letadla".Stejně tak operoval v "Arrow-jeskyni" a v civilním životě byl milionářským playboyem. Jedním z prvních nepřátel se také stal vražedný klaun se jménem Bull's Eye.
Od roku 1946 do roku 1960 byly příběhy vydávány v komiksu Adventure Comics. V této době byl autorem France Herron. Občas hostoval i v příbězích komiksu World's Finest Comics.
V roce 1969 Neal Adams přepracoval postavu a dal jí typickou tzv. Van Dykeovu bradku. Součástí změn byl i nový design kostýmu. Ve změnách poté pokračoval autor Dennis O'Neil, který přepracoval životopis postavy. To vše se událo na stránkách komiksů Brave and the Bold #85 a Justice League of America #75 (oba z roku 1969). Oliver Queen tím získal tvrdší charakter. V příběhu přišel o své bohatství a stal se mluvčím třídy pracujících a politické levice.

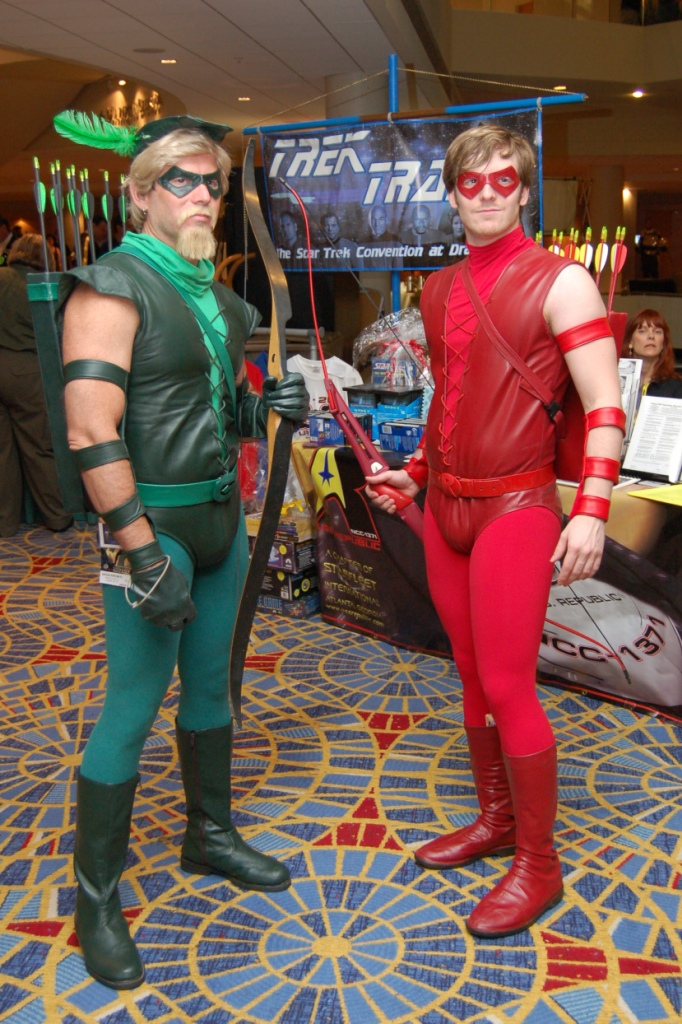
Muži v kostýmech inspirovaných Green Arrowem a Red Arrowem (2008).

V 70. letech 20. století byly jeho příběhy vydávány v komiksu společně s příběhy Green Lanterna (Hala Jordana). V této sérii plné politických narážek Green Arrow fungoval jako mluvčí radikální levice a Green Lantern jako liberál kladoucí důraz na zákon a důvěru v demokratický režim. Sociální témata se dotkla i samotných superhrdinů. Například v číslech Green Lantern (vol. 2) #85–86 bylo zjištěno, že Speedy je závislý na heroinu. Tento story-arc s názvem Snowbirds Don't Fly měl za cíl odradit čtenáře od užívání drog. Slabý prodej však vedl k zrušení série s číslem #89 v roce 1972.
Série byla obnovena v roce 1976 a znovu se o komiks dělilo duo Green Arrow a Green Lantern. Sérii znovu psal Denny O'Neill. Brzy získal Green Lantern vlastní sérii a Green Arrow hostoval na stránkách komiksu World's Finest. Jeho sólo příběhy psal Elliot S. Maggin. Ten z Queena učinil sloupkaře v novinách, kde psal své politické názory. V čísle World's Finest #255 (r. 1979) dokonce Oliver Queen kandidoval na starostu Star City, v čemž však neuspěl.
První vlastní sérii obdržel v roce 1983, ale zatím pouze jako čtyř dílnou a limitovanou. V té se střetl s padouchem jménem Hrabě Vertigo. V roce 1987 obdržel další minisérii s názvem Green Arrow: The Longbow Hunters. Ta se změnila v plnohodnotnou vlastní sérii. Autorem byl Mike Grell. Grell pozměnil charakter postavy. Green Arrow přestal používat své technologické šípy s různými vychytávkami a přesídlil ze Star City do Seattlu, stát Washington. Další změnou bylo, že se Grell snažil omezit superhrdinské prvky, odložil kostým a přestal používat pseudonym Green Arrow. Postava tím získala civilnější a realističtější vzhled. Mike Grell také uvedl novou postavu policejního komisaře Jima Camerona, který nesouhlasil s tím, že mu ve městě operuje samozvaný mstitel, který se neštítí své cíle i zabít. Grell sérii opustil po čísle Green Arrow #80.
Po Grellovi se série chopil Kelley Puckett, který postavě navrátil superhrdinské kořeny a začlenil jí tím do DC vesmíru, postava se tím mohla stát členem DC crossoverů (např. v Zero Hour (1994)). V tomto crossoveru byla vytvořena postava Connora Hawkea, u nějž bylo později řečeno, že je Oliverův syn. V číslech Green Arrow #100–101 se Oliver Queen obětoval, aby zabránil útoku ekoteroristického hnutí Eden Corps a Connor Hawke se tím stal novým Green Arrowem. V čísle #137 byla série zrušena.
V roce 2000 začala být vydávána již třetí série Green Arrow. Ve story-arcu Quiver autor Kevin Smith oživil Olivera Queena. Oliver Queen se poté znovu ve Star City chopil role mstitele Green Arrowa a také znovu zbohatl. Postava Mia Dearden se stala novou identitou pro sidekicka Speedyho. Po patnácti číslech se série chopil Brad Meltzer. Ten také napsal minisérii Identity Crisis (2004), kde je Green Arrow jednou z hlavních postav. V roce 2004 se série chopil Judd Winick. Winick vytvořil řadu změn. Například Mie Darden, která byla novým Speedym se stala HIV pozitivní. Ale Winick vytvořil i nové nepřátele jako lučištníka Merlyna nebo Constantina Drakona.
V roce 2006, po událostech z crossoveru Infinite Crisis se děj posunul o rok dopředu. Znovubohatý Oliver Queen se zde stal starostou Star City, ale současně je stále Green Arrowem. V roce 2007 byla vydána minisérie Green Arrow: Year One, ve které Andy Diggle a Jock vytvořili nový původ postavy. Zde se mladý a bohatý Oliver Queen dostane na odlehlý ostrov, kde musí přežít. Mezi lety 2007 a 2010 byly jeho příběhy vydávány s příběhy postavy Black Canary. Během crossoveru Blackest Night je transformován do člena Black Lantern Corps.
Po restartu DC vesmíru známém jako New 52 je od roku 2011 vydávána nová série. Celá historie postavy je tím restartována. Původně sérii psal J.T. Krul, poté Keith Giffen a po něm Ann Nocenti. Nikdo z nich však kvůli kritikám a nespokojeným fanouškům u série dlouho nevydržel. Až s číslem #17 se série chopil Jeff Lemire a napsal oceňovaný storyarc The Kill Machine. Lemire do mytologie postavy vnesl nový mystický charakter. Od roku 2016 je v rámci Znovuzrození hrdinů DC vydávána již šestá série. Jejím scenáristou byl do čísla 38 Benjamin Percy a kreslířem Juan Ferreyra. Potom se u série vystřídali autoři Collin Kelly, Mairghread Scott a Julie Benson, než byla série číslem 50 ukončena (březen 2019). Sedmá série začala vycházet v roce 2023 a jejím autorem byl Joshua Williamson, kreslířem nejdříve Sean Izaakse.

## Fiktivní biografie postavy
Jako dítě Oliver Queen zbožňoval postavu Robina Hooda. Jeho rodiče Moira a Robert Henry Queenovi byli zavražděni, když byl ještě mladý. Poté ho vychovával jeho strýc. V mládí zdědil ohromné bohatství z otcovy firmy Queen Industries. Postupně vyrostl do bohatého, rozmarného a nezodpovědného playboye se zálibou ve večírcích a alkoholu. Vše se změnilo, když uprostřed moře spadl ze své jachty a poté se ocitl na opuštěném ostrově, kde nalezl luk. Právě na tomto ostrově se naučil jak být lovcem a přežít v nehostinných podmínkách. Později na ostrově objevil pašeráky drog, které porazil. Po návratu domů se rozhodl užít svých naučených schopností v boji proti zločinu. Inspiroval se jiným superhrdinou - Batmanem a díky svému bohatství si opatřil moderní technologie.
Poté, co zkorumpovaný pracovník Queen Industries jménem John Deleon ukradl veškeré jmění společnosti, se Oliver Queen ocitl v chudobě a právě tehdy v sobě probudil sociální cítění. Brzy se stal mluvčím progresivismu a levicové politiky, kdy hlásal radikální sociální změnu ve prospěch chudých. Oliver se poté zamiloval do Dinah Laurel Lance (superhrdinka Black Canary), se kterou se odstěhoval do Seattlu, kde si otevřeli obchod s květinami. Stále bojoval jako Green Arrow se zločinem, ale nyní bez peněz a technologií užíval jen klasické šípy.
Později se také stal agentem NSA, avšak při jedné z operací proti ekoteroristickému hnutí Eden Corps se obětoval a zemřel, aby zabránil bombovému útoku. Později Green Lantern (Hal Jordan) dokázal nalézt Oliverovu duši a navrátit ji k životu. Queenovi se také podařilo znovu zbohatnout a stát se starostou Starling City. Brzy na to si vzal Dinah Laurel Lance za manželku. Také založil novou zbrojařskou společnost s názvem Green Arrow Industries.

## Česká vydání
V České republice vydalo příběhy Green Arrow nakladatelství BB/art.
- 2014 – Green Arrow: Rok jedna, (autoři: Andy Diggle a Jock: Green Arrow: Year One #1–6, 2007)
- 2016 – Arrow 1, (autoři: Mike Grell, Marc Guggenheim a Andrew Kreisberg: Arrow #1–6, 2013) – komiks podle seriálu.
- 2018 – DC komiksový komplet #040: Green Arrow: Prázdný toulec, kniha první, (autoři: Kevin Smith a Phil Hester: Green Arrow (Vol. 3) #1–5, 2001) + Bob Haney a Neal Adams: The Brave and the Bold (Vol. 1) #85, 1969.
- 2018 – DC komiksový komplet #041: Green Arrow: Prázdný toulec, kniha druhá, (autoři: Kevin Smith a Phil Hester: Green Arrow (Vol. 3) #6–10, 2001–2002) + Robert Kanigher a Lee Elias: Flash Comics #86, 1947; John Broome a Lee Elias: Flash Comics #92, 1948.
- 2019 – DC komiksový komplet #058: Green Lantern / Green Arrow: Krušné cesty hrdinství, (autoři: Dennis O'Neil a Neal Adams: Green Lantern (Vol. 2) #76–81, 1970) + Bill Finger a Martin Nodell: All American Comics #16, 1940.

- Green Arrow Vol. 6 (Znovuzrození hrdinů DC):
  - 2018 – Green Arrow 1: Smrt a život Olivera Queena, (autoři: Benjamin Percy, Juan Ferreyra a Otto Schmidt: Green Arrow (Vol. 6) #1–5 a Green Arrow: Rebirth, 2016)
  - 2018 – Green Arrow 2: Ostrov starých ran, (autoři: Benjamin Percy, Stephen Byrne, Juan Ferreyra a Otto Schmidt: Green Arrow (Vol. 6) #6–11, 2016–17)
  - 2019 – Green Arrow 3: Smaragdový psanec, (autoři: Benjamin Percy, Otto Schmidt a Juan Ferreyra: Green Arrow (Vol. 6) #12–17, 2017)
  - 2019 – Green Arrow 4: Město pod hvězdou, (autoři: Benjamin Percy, Otto Schmidt, Juan Ferreyra a Eleonora Carlini: Green Arrow (Vol. 6) #18–25 a Green Arrow Annual #1, 2017)
  - 2020 – Green Arrow 5: Hrdina na cestách, (autoři: Benjamin Percy, Stephen Byrne, Jamal Campbell, Juan Ferreyra a Otto Schmidt: Green Arrow (Vol. 6) #26–31, 2017)
  - 2020 – Green Arrow 6: Soud dvou měst, (autoři: Benjamin Percy, Jamal Campbell, Stephen Byrne a Juan Ferreyra: Green Arrow (Vol. 6) #33–38, 2017–18)
  - 2022 – Green Arrow 7: Smrtící hlas lidu, (autoři: Julie Bensonová, Shawna Bensonová, Carmen Nunez Carnerová, Javier Fernández, German Peralta: Green Arrow (Vol. 6) #43–47 a Green Arrow (Rebirth) Annual #2, 2018)

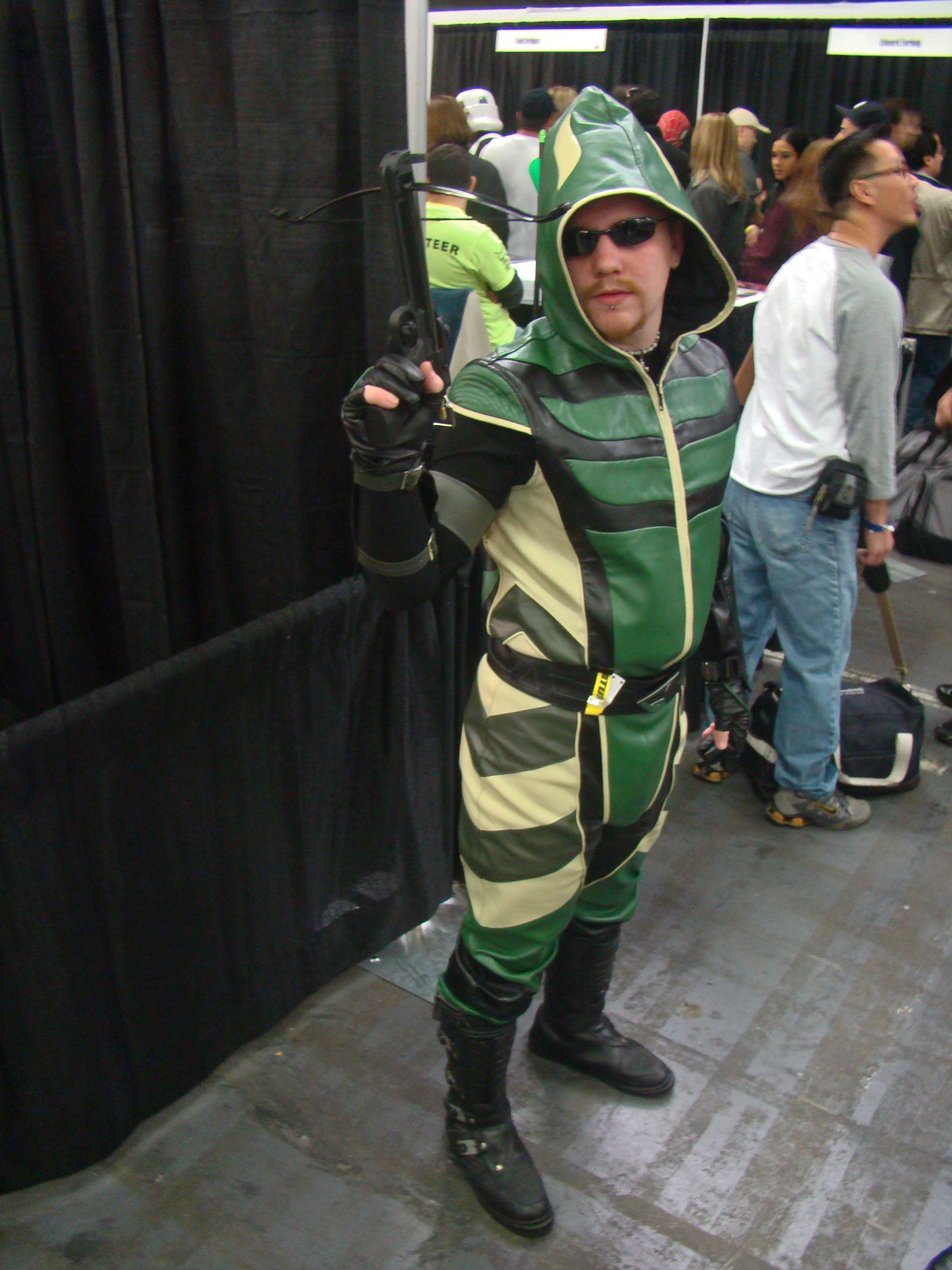
Muž v kostýmu inspirovaném Green Arrowem ze seriálu Smallville (2009).

## Filmy a seriály

### Filmy
- 2010 - DC Showcase: Green Arrow - americký animovaný krátkometrážní film. Režie Joaquim Dos Santos.

### Seriály
- 2006-2011 - Smallville - americký televizní seriál. Oliver Queen v podání Justina Hartleyho byl součástí seriálu v 6.–10. řadě.
- 2012-2020 - Arrow - americký televizní seriál. V hlavní roli Stephen Amell.